# Sulfurisphaera
Genre
Espèces de rang inférieur
- Sulfurisphaera ohwakuensis

Sulfurisphaera est un genre d'archées de la famille des Sulfolobaceae. Ce sont des microorganismes thermophiles anaérobies facultatifs à Gram négatif qu'on trouve dans les solfatares acides. Ils se développent dans une plage de températures de 63 à 92 °C avec un optimum de croissance à 84 °C, et dans une gamme de pH de 1,0 à 5,0 avec un optimum autour de pH = 2,0. Ils forment des colonies convexes lisses de couleur jaunâtre.
Sulfurisphaera ohwakuensis présente des cellules sphériques de 1,2  à   1,5 μm de diamètre. Une enveloppe épaisse d'environ 24 nm entoure la membrane cellulaire. Cette archée se développe sur des substrats riches en protéines, tels que de la levure de bière, le peptone et le tryptone ; sa croissance n'a pas été observée sur les sucres simples ni les acides aminés tels que le D-glucose, le D-galactose, le D-fructose, le D-xylose, le lactose, le maltose, le saccharose, l'alanine, le glutamate, la glycine et l'histidine.